# Słońsk (stacja kolejowa)
Słońsk – dawna stacja kolejowa w Słońsku, w województwie lubuskim, w Polsce.